# Progura
Progura — вымерший род большеногов, обитавший в Австралии. Он был описан из плио-плейстоценовых отложений Дарлинг-Даунс и Шиншилла на юго-востоке Квинсленда Чарльзом Де Висом.

## Таксономия

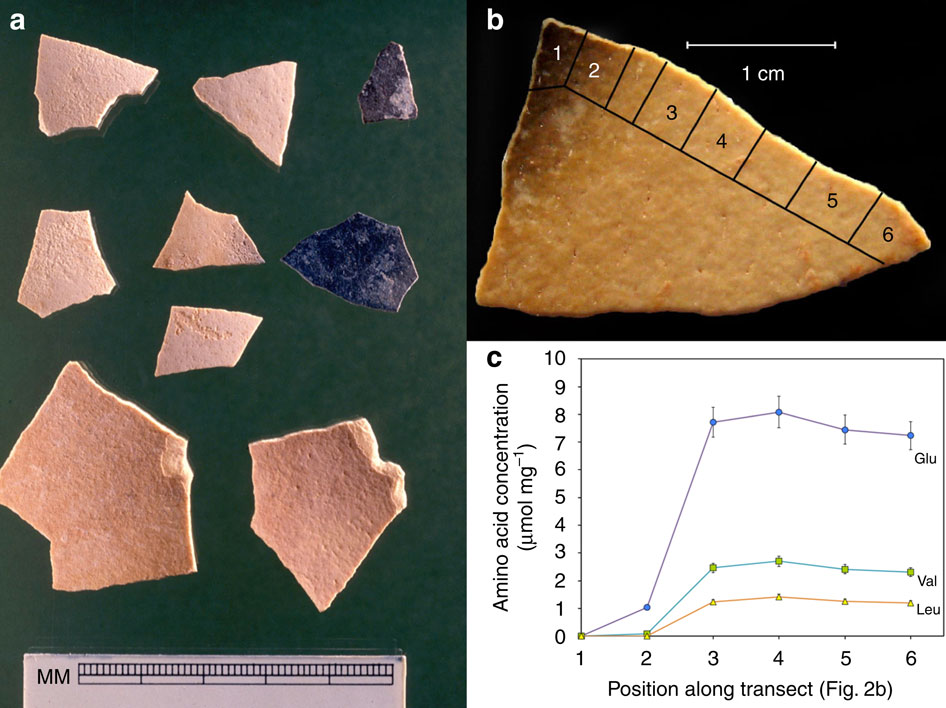
Яичная скорлупа

Сравнение австралийских мегаподов показало, что Progura была тесно связана с современной глазчатой курицей (Leipoa ocellata), хотя ископаемый вид P. gallinacea был значительно крупнее современного. Второй вид, P. naracoortensis, был описан в 1974 году ван Тетсом из отложений в пещерах Наракурте на юго-востоке Южной Австралии с различными размерами и пропорциями ног. Ранее считался синонимом P. gallinacea на основании полового диморфизма. Однако в обзоре кайнозойских мегапод 2017 года было обнаружено, что P. naracoortensis отличается от P. gallinacea и, соответственно, он был переведён в род Latagallina.

## Описание
По оценке ван Тетса, вес птиц колебался от 4 до 7 кг. Пропорции трубчатых костей были аналогичны куриным, хотя они были крупнее и крепче. У птиц был относительно более широкие клюв, голова и тело. Глубокий киль на груди указывает на то, что Progura были способны летать.

## Яйца
Яйца, ранее приписываемые Genyornis, теперь считаются принадлежащими Progura. Следовательно, данные о рационе и хронологии дроморнитид на самом деле можно отнести к этой птице. Считается, что P. gallinacea закапывала свои яйца в тёплый песок или почву.

## Классификация
По данным сайта Paleobiology Database, на ноябрь 2022 года в род включают 2 вымерших вида:
- Progura campestris
- Progura gallinacea

## Дальнейшее чтение
- Dekker, René W. R. J. (2007). Distribution and Speciation of Megapodes (Megapodiidae) and Subsequent Development of their Breeding. Topics in Geobiology. 29: 93–102. doi:10.1007/978-1-4020-6374-9_3. ISSN 0275-0120.
- Worthy, T. H. (2000). The fossil megapodes (Aves: Megapodiidae) of Fiji with descriptions of a new genus and two new species. Journal of the Royal Society of New Zealand. 30 (4): 337–364. doi:10.1080/03014223.2000.9517627. ISSN 0303-6758.